# Ernesto Castillo
Ernesto Castillo (né le 25 juin 1970 à Leipzig) est un poète  et performeur allemand.

## Biographie
Né en 1970 à Leipzig (alors en RDA), il passe à Berlin-Ouest en 1985. Entre 2001 et 2008, il vit et travaille en Italie. Depuis 2010 en France.
Cofondateur et coéditeur de la revue berlinoise de poésie et de prose lauter niemand (de) jusqu'en 2008.

## Livres et éditions
- Coup(o)es[1],[2], Les éditions du Chemin de fer, 2013
- Cartes postales, Maisons Daura, 2012
- Ptolomäische Felder, poésie, dessins de Frédérique Loutz, Tabor Presse, Berlin 2011
- Anders[3],[4], livre d'artiste (avec Frédérique Loutz), Michael Woolworth, Paris 2011
- Loveiathan, Voix éditions, Elne  (ISBN 2-914640-98-6), 2010
- Jacomo in the Box, Matchboox, Voix éditions, Elne, 2010
- Fedre et le vilain petit Icare, livre d'artiste (avec Frédérique Loutz), Michael Woolworth, Paris 2009

### Disques
- Absurde Nacht, CD, L'inlassable Disque, Paris 2015
- UNS, CD, L'inlassable Disque, Paris 2012
- nomade daemon, CD, L'inlassable Disque, Paris 2011

## Performances
- 2013 „Coup(o)les“, avec Frédérique Loutz, Château de Chambord, France
- 2012 „The god particle“, avec François Bessac et Jean-Pierre Hiriartborde, Maisons Daura, Saint-Cirq-Lapopie, France
- 2012 „Embaumés, Débauchés“, Festival des ephemeres #3 Arbres, Paris, France
- 2011 „Mots & Mets“, l´inlassable galerie, Paris, France
- 2011 „l’enfer du décor“, l´inlassable vitrine, Paris, France
- 2011 „le flottement en reste le pire“, l´inlassable vitrine, Paris, France
- 2011 „starved for sky“, La Maison rouge, fondation Antoine-de-Galbert, Paris, France
- 2011 „Anders“, Atelier Michael Woolworth, Paris, France
- 2011 „Nomade Daemon“, Cabaret Voltaire, Zurich, Suisse
- 2010 „loveiathan“, Château de Jau, Languedoc-Roussillon, France
- 2010 „Physis/Personae I+II“, our second home, Berlin, Allemagne
- 2009 „fedre et le vilain petit icare“, Galerie Jordan-Seydoux, Berlin, Allemagne
- 2009 „fedre et le vilain petit icare“, Grand Palais, Paris, France

## Résidences et prix (sélection)
- Résidence Château de Chambord, (Château de Chambord 2013)
- Résidence Maisons Daura, La Maison des Arts Georges Pompidou (Saint-Cirq-Lapopie 2012)
- Nommé pour le troisième Prix de Littérature Wartholz, Autriche, (Reichenau an der Rax 2010)

## Collections publiques
- Bibliotheque Kandinsky - Centre Georges Pompidou
- Bibliothèque nationale de France
- Spencer Collection | The New York Public Library